# Nesomyidae
I Nesomiidi (Nesomyidae Major, 1897) sono una famiglia di Roditori, del sottordine dei Miomorfi. 

## Descrizione

### Dimensioni
Questa famiglia comprende roditori con un peso che varia da 6,5 g del topo di palude di Delany a 2,8 kg del ratto gigante del Gambia.

### Aspetto
La relazione tra i vari membri del gruppo si basa sostanzialmente su affinità filogenetiche derivate probabilmente da un unico progenitore simile ai Cricetidi apparso in Africa tra il tardo Oligocene e il primo Miocene e successivamente diffusosi anche nel Madagascar. Sebbene esistano dei caratteri morfologici marginali comuni, come l'osso giugale esteso, la presenza di tre papille circumvallate sulla lingua e quella di due creste poco elevate sulla superficie esterna degli incisivi inferiori, la famiglia raggruppa specie con caratteri molto vari, comprendenti forme terricole, fossorie, saltatorie e arboricole, alcune con tasche guanciali altre con coda prensile o densamente ricoperta di peli.

## Distribuzione e habitat
Le specie di questa famiglia sono diffuse nell'Africa subsahariana e nel Madagascar.
Vivono in diversi tipi di habitat come foreste, arbusteti, prati, savane, colture e zone umide sia in aree temperate che tropicali.

## Tassonomia
La famiglia si suddivide in 6 sottofamiglie e 21 generi:
- Sottofamiglia Cricetomyinae
- Sottofamiglia Delanymyinae
- Sottofamiglia Dendromurinae
- Sottofamiglia Mystromyinae
- Sottofamiglia Nesomyinae
- Sottofamiglia Petromyscinae